# Gare de Rieumes
La gare de Rieumes est une ancienne gare ferroviaire française de la ligne de Toulouse à Boulogne-sur-Gesse, située sur le territoire de la commune de Rieumes, dans le département de la Haute-Garonne, en région Occitanie.
C'était une halte, mise en service en 1901 par la compagnie des chemins de fer du Sud-Ouest et définitivement fermée au trafic des voyageurs en 1949. Situé sur une section déclassée et déferrée, le bâtiment est toujours présent et réaffecté pour une utilisation privée.

## Situation ferroviaire
Établie à 245 mètres d'altitude, la gare de Rieumes était située au point kilométrique (PK) 35,0 de la ligne de Toulouse à Boulogne-sur-Gesse.

## Histoire
La gare de Rieumes est mise en service le 28 février 1901 par la compagnie des chemins de fer du Sud-Ouest.
En 1944, elle a fait partie du théâtre militaire du maquis de Rieumes pendant la seconde guerre mondiale.
La gare ferme en même temps que la ligne, le 31 décembre 1949.

## Service des voyageurs
Gare fermée située sur une section de ligne déclassée.

## Patrimoine ferroviaire
L'ancien bâtiment voyageurs est devenu une habitation privée. À côté, se trouve un autre bâtiment de l'ancienne gare, sur un site du centre d'exploitation de la voirie de la Haute-Garonne,.